# Gonomyia (Neolipophleps) machaeria
Gonomyia (Neolipophleps) machaeria is een tweevleugelige uit de familie steltmuggen (Limoniidae). De soort komt voor in het Neotropisch gebied.